# Campeonato de Primera B Nacional 2006-07
El Torneo Primera B Nacional 2006-07, llamado Primera B Nacional La Nueva Seguros por motivos de patrocinio, fue la vigésima primera temporada de la categoría, y la décima con esta denominación. Fue la última en que se disputaron los torneos en dos fases, ya que en la siguiente el formato se transformó en un certamen de dos ruedas, de ida y vuelta.
En el torneo se incorporaron Instituto, Tiro Federal y Olimpo (descendidos de Primera División; Platense, campeón de la Primera B; Villa Mitre, campeón del Torneo Argentino A y San Martín (T), ganador de la promoción. 

## Ascensos y descensos
| Torneo          | Descendidos de la Primera B Nacional 2005-06 |
| --------------- | -------------------------------------------- |
| B Metropolitana | El Porvenir                                  |
| Argentino A     | Juventud Antoniana                           |
| Argentino A     | San Martín (M)                               |

| Torneo          | Ascendidos a la B Nacional 2006-07 |
| --------------- | ---------------------------------- |
| B Metropolitana | Platense                           |
| Argentino A     | Villa Mitre                        |
| Argentino A     | San Martín (T)                     |

| Pos.      | Ascendidos a la Primera División 2006-07 |
| --------- | ---------------------------------------- |
| Campeón   | Godoy Cruz                               |
| Seg. Asc. | Nueva Chicago                            |
| Promoción | Belgrano                                 |

| Prom. | Descendidos de la Primera División 2005-06 |
| ----- | ------------------------------------------ |
| 18.º  | Olimpo                                     |
| 19.º  | Instituto                                  |
| 20.º  | Tiro Federal                               |

## Equipos participantes
| Equipo              | Ciudad                | Estadio                                        | Capacidad     |
| ------------------- | --------------------- | ---------------------------------------------- | ------------- |
| Aldosivi            | Mar del Plata         | José María Minella                             | 35 354        |
| Almagro             | Buenos Aires          | Tres de Febrero                                | 20 000        |
| Atlético de Rafaela | Rafaela               | Nuevo Monumental                               | 26 660        |
| Ben Hur             | Rafaela               | Parque                                         | 13 000        |
| Chacarita Juniors   | Villa Maipú           | Tres de Febrero*                               | 20 000        |
| CAI                 | Comodoro Rivadavia    | Municipal de Comodoro Rivadavia                | 12 000        |
| Defensa y Justicia  | Gobernador Costa      | Norberto Tomaghello                            | 12 000        |
| Ferro Carril Oeste  | Buenos Aires          | Arquitecto Ricardo Etcheverri                  | 24 268        |
| Huracán             | Buenos Aires          | Tomás A. Ducó                                  | 48 314        |
| Huracán (TA)        | Tres Arroyos          | Roberto L. Bottino                             | 10 000        |
| Instituto           | Córdoba               | Juan Domingo Perón                             | 32 000        |
| Olimpo              | Bahía Blanca          | Roberto N. Carminatti                          | 20 000        |
| Platense            | Florida               | Ciudad de Vicente López                        | 31 030        |
| San Martín          | San Juan              | Ingeniero Hilario Sánchez                      | 19 500        |
| San Martín          | San Miguel de Tucumán | La Ciudadela                                   | 26 500        |
| Talleres            | Córdoba               | Boutique de Barrio Jardín Mario Alberto Kempes | 18 000 57 000 |
| Tigre               | Victoria              | José Dellagiovanna                             | 30 000        |
| Tiro Federal        | Rosario               | Fortín de Ludueña                              | 18 000        |
| Unión               | Santa Fe              | 15 de Abril                                    | 25 000        |
| Villa Mitre         | Bahía Blanca          | El Fortín                                      | 12 000        |

- Propiedad del | Almagro

### Distribución geográfica de los equipos
| Región                                   | Cant. | Equipos                                                          |
| ---------------------------------------- | ----- | ---------------------------------------------------------------- |
| Conurbano bonaerense                     | 5     | Almagro, Chacarita Juniors, Defensa y Justicia, Platense y Tigre |
| Santa Fe                                 | 4     | Atlético de Rafaela, Ben Hur, Tiro Federal y Unión               |
| Interior de la provincia de Buenos Aires | 4     | Aldosivi, Huracán (TA), Olimpo y Villa Mitre                     |
| Ciudad de Buenos Aires                   | 2     | Ferro Carril Oeste y Huracán                                     |
| Córdoba                                  | 2     | Instituto y Talleres                                             |
| San Juan                                 | 1     | San Martín                                                       |
| Tucumán                                  | 1     | San Martín                                                       |
| Chubut                                   | 1     | CAI                                                              |

## Formato

### Competición
Se disputaron dos torneos llamados Apertura y Clausura. En cada uno de ellos, los 20 equipos se enfrentaron todos contra todos. Ambos se jugaron a una sola rueda. Los partidos disputados en el Torneo Clausura representaron los desquites de los del Torneo Apertura, invirtiendo la localía. Si el ganador de ambas fases fuera el mismo equipo, sería el campeón. En cambio, si los ganadores del Apertura y el Clausura fueran dos equipos distintos disputarían una final a dos partidos para determinarlo.

### Ascenso
Al ganar los dos torneos el mismo equipo, se consagró campeón y obtuvo el ascenso a la Primera División. Los equipos ubicados en 2.º y 3.º lugar de la tabla de posiciones general disputaron una final para determinar el segundo ascenso. El perdedor de esta final disputó una Promoción ante el equipo ubicado en el 18.º lugar de la tabla de promedios de esa categoría, mientras que los equipos ubicados entre el 4.º y el 7.º lugar disputaron un Torneo Reducido cuyo ganador disputó la otra promoción, contra el 17.º de la tabla de promedios de Primera División.

### Descenso
Se decidió mediante una tabla de promedios de puntos obtenidos de las últimas 3 temporadas. Los dos últimos de la tabla descendieron a su categoría de origen: si estaban directamente afiliados a la AFA (Clubes de la ciudad de Buenos Aires y alrededores), a la Primera "B" Metropolitana y si estaban indirectamente afiliados (clubes del interior del país), al Torneo Argentino "A".
También se jugaron dos promociones: el equipo directamente afiliado y el indirectamente afiliado peor ubicados disputaron una Promoción con un equipo de la Primera B Metropolitana y del Torneo Argentino A, respectivamente.

## Torneo Apertura
| Pos  | Equipo              | Pts | PJ | PG | PE | PP | GF | GC | Dif |
| ---- | ------------------- | --- | -- | -- | -- | -- | -- | -- | --- |
| 1.º  | Olimpo              | 40  | 19 | 12 | 4  | 3  | 29 | 17 | 19  |
| 2.º  | Platense            | 38  | 19 | 11 | 5  | 3  | 31 | 14 | 17  |
| 3.º  | Tigre               | 35  | 19 | 10 | 5  | 4  | 23 | 17 | 6   |
| 4.º  | San Martín (SJ)     | 34  | 19 | 9  | 7  | 3  | 25 | 18 | 7   |
| 5.º  | Chacarita Juniors   | 33  | 19 | 8  | 9  | 2  | 22 | 14 | 8   |
| 6.º  | Huracán             | 33  | 19 | 9  | 6  | 4  | 29 | 26 | 3   |
| 7.º  | Atlético de Rafaela | 32  | 19 | 9  | 5  | 5  | 24 | 14 | 10  |
| 8.º  | Unión               | 28  | 19 | 8  | 4  | 7  | 28 | 17 | 11  |
| 9.º  | San Martín (T)      | 25  | 19 | 6  | 7  | 6  | 21 | 20 | 1   |
| 10.º | Aldosivi            | 24  | 19 | 6  | 6  | 7  | 25 | 32 | -7  |
| 11.º | CAI                 | 23  | 19 | 6  | 5  | 8  | 26 | 27 | -1  |
| 12.º | Ferro Carril Oeste  | 23  | 19 | 6  | 5  | 8  | 19 | 23 | -4  |
| 13.º | Instituto           | 20  | 19 | 5  | 5  | 9  | 22 | 29 | -7  |
| 14.º | Talleres (C)        | 19  | 19 | 4  | 7  | 8  | 19 | 23 | -4  |
| 15.º | Tiro Federal        | 19  | 19 | 4  | 7  | 8  | 23 | 28 | -5  |
| 16.º | Defensa y Justicia  | 19  | 19 | 4  | 7  | 8  | 11 | 19 | -8  |
| 17.º | Almagro             | 19  | 19 | 4  | 7  | 8  | 18 | 31 | -13 |
| 18.º | Villa Mitre         | 17  | 19 | 3  | 8  | 8  | 22 | 27 | -5  |
| 19.º | Huracán (TA)        | 16  | 19 | 3  | 7  | 9  | 17 | 33 | -16 |
| 20.º | Ben Hur             | 13  | 19 | 3  | 4  | 12 | 22 | 34 | -12 |

|  |                              |
|  | Ganador del Torneo Apertura. |

## Torneo Clausura
| Pos  | Equipo              | Pts | PJ | PG | PE | PP | GF | GC | Dif |
| ---- | ------------------- | --- | -- | -- | -- | -- | -- | -- | --- |
| 1.º  | Olimpo              | 38  | 19 | 11 | 5  | 3  | 29 | 14 | 15  |
| 2.º  | Defensa y Justicia  | 38  | 19 | 11 | 5  | 3  | 28 | 16 | 12  |
| 3.º  | Huracán             | 36  | 19 | 10 | 6  | 3  | 33 | 20 | 13  |
| 4.º  | Atlético de Rafaela | 36  | 19 | 10 | 6  | 3  | 27 | 17 | 10  |
| 5.º  | San Martín (SJ)     | 35  | 19 | 9  | 8  | 2  | 26 | 12 | 14  |
| 6.º  | Tigre               | 32  | 19 | 8  | 8  | 3  | 25 | 15 | 10  |
| 7.º  | Almagro             | 30  | 19 | 8  | 6  | 5  | 26 | 24 | 2   |
| 8.º  | Unión               | 29  | 19 | 7  | 8  | 4  | 17 | 16 | 1   |
| 9.º  | Chacarita Juniors   | 28  | 19 | 8  | 4  | 7  | 21 | 16 | 5   |
| 10.º | Platense            | 23  | 19 | 7  | 2  | 10 | 19 | 25 | -6  |
| 11.º | Instituto           | 23  | 19 | 7  | 2  | 10 | 16 | 23 | -7  |
| 12.º | Ben Hur             | 23  | 19 | 7  | 2  | 10 | 19 | 28 | -9  |
| 13.º | CAI                 | 22  | 19 | 5  | 7  | 7  | 17 | 16 | 1   |
| 14.º | Huracán (TA)        | 22  | 19 | 6  | 4  | 9  | 19 | 23 | -4  |
| 15.º | Aldosivi            | 21  | 19 | 6  | 3  | 10 | 19 | 25 | -6  |
| 16.º | Tiro Federal        | 20  | 19 | 4  | 8  | 7  | 12 | 15 | -3  |
| 17.º | San Martín (T)      | 19  | 19 | 4  | 7  | 8  | 17 | 29 | -12 |
| 18.º | Ferro Carril Oeste  | 16  | 19 | 3  | 7  | 9  | 8  | 18 | -10 |
| 19.º | Villa Mitre         | 16  | 19 | 4  | 4  | 11 | 18 | 30 | -12 |
| 20.º | Talleres (C)        | 9   | 19 | 1  | 6  | 12 | 15 | 29 | -14 |

|  |                              |
|  | Ganador del Torneo Clausura. |

## Tabla de posiciones final
| Pos  | Equipo              | Pts | PJ | PG | PE | PP | GF | GC | DIF |
| ---- | ------------------- | --- | -- | -- | -- | -- | -- | -- | --- |
| 1.º  | Olimpo              | 78  | 38 | 23 | 9  | 6  | 65 | 31 | 34  |
| 2.º  | San Martín (SJ)     | 69  | 38 | 18 | 15 | 5  | 51 | 30 | 21  |
| 3.º  | Huracán             | 69  | 38 | 19 | 12 | 7  | 62 | 46 | 16  |
| 4.º  | Atlético de Rafaela | 68  | 38 | 19 | 11 | 8  | 51 | 31 | 20  |
| 5°   | Tigre               | 67  | 38 | 18 | 13 | 7  | 48 | 32 | 16  |
| 6.º  | Chacarita Juniors   | 61  | 38 | 16 | 13 | 9  | 43 | 30 | 13  |
| 7.º  | Platense            | 61  | 38 | 18 | 7  | 13 | 50 | 39 | 11  |
| 8.º  | Unión               | 57  | 38 | 15 | 12 | 11 | 45 | 33 | 12  |
| 9.º  | Defensa y Justicia  | 57  | 38 | 15 | 12 | 11 | 39 | 35 | 4   |
| 10.º | Almagro             | 49  | 38 | 12 | 13 | 13 | 44 | 55 | -11 |
| 11.º | CAI                 | 45  | 38 | 11 | 12 | 15 | 43 | 43 | 0   |
| 12.º | Aldosivi            | 45  | 38 | 12 | 9  | 17 | 44 | 57 | -13 |
| 13.º | San Martín (T)      | 44  | 38 | 10 | 14 | 14 | 38 | 49 | -11 |
| 14.º | Instituto           | 43  | 38 | 12 | 7  | 19 | 38 | 52 | -14 |
| 15.º | Tiro Federal        | 39  | 38 | 8  | 15 | 15 | 35 | 43 | -8  |
| 16.º | Ferro Carril Oeste  | 39  | 38 | 9  | 12 | 17 | 27 | 41 | -14 |
| 17.º | Huracán (TA)        | 38  | 38 | 9  | 11 | 18 | 36 | 56 | -20 |
| 18.º | Ben Hur             | 36  | 38 | 10 | 6  | 22 | 41 | 62 | -21 |
| 19°  | Villa Mitre         | 33  | 38 | 7  | 12 | 19 | 40 | 57 | -17 |
| 20.º | Talleres (C)        | 26  | 38 | 5  | 13 | 20 | 34 | 52 | -18 |

|  |                                                                   |
|  | Ascendió a Primera División tras ganar el Apertura y el Clausura. |
|  | Jugaron la final por el segundo ascenso.                          |
|  | Clasificados al Torneo Reducido por un lugar en la Promoción.     |

| 1. |

## Final por el segundo ascenso
La final por el segundo ascenso a la Primera División se disputó entre Huracán y San Martín (SJ), los equipos mejor ubicados en la tabla general de la temporada luego de Olimpo.
| Fecha                                                                                      | Sede         | Equipo local    | Resultado | Equipo visitante |
| ------------------------------------------------------------------------------------------ | ------------ | --------------- | --------- | ---------------- |
| 9 de junio                                                                                 | Buenos Aires | Huracán         | 1 - 0     | San Martín (SJ)  |
| 16 de junio                                                                                | San Juan     | San Martín (SJ) | 3 - 1     | Huracán          |
| San Martín (SJ) asciende con un resultado global de 3-2 y Huracán debe jugar la promoción. |              |                 |           |                  |

## Torneo reducido
Lo jugaron Atlético de Rafaela (4.º en la general), Tigre (5.º), Chacarita Juniors (6.º) y Platense (7.º).
El ganador jugó la Promoción por el ascenso contra Nueva Chicago.
|  | Semifinales         | Semifinales | Semifinales |   |       | Final | Final | Final |  |
|  |                     |             |             |   |       |       |       |       |  |
|  |                     |             |             |   |       |       |       |       |  |
|  | Tigre               | 2           | 1           |   |       |       |       |       |  |
|  | Tigre               | 2           | 1           |   |       |       |       |       |  |
|  | Chacarita Juniors   | 3           | 0           |   |       |       |       |       |  |
|  | Chacarita Juniors   | 3           | 0           |   | Tigre | 0     | 2     |       |  |
|  |                     |             |             |   | Tigre | 0     | 2     |       |  |
|  |                     |             | Platense    | 0 | 0     |       |       |       |  |
|  | Atlético de Rafaela | 0           | Platense    | 0 | 0     | 2     |       |       |  |
|  | Atlético de Rafaela | 0           |             |   |       | 2     |       |       |  |
|  | Platense            | 1           | 2           |   |       |       |       |       |  |
|  | Platense            | 1           | 2           |   |       |       |       |       |  |
|  |                     |             |             |   |       |       |       |       |  |

### Semifinales
| Chacarita Juniors                                                       | 3 - 2 | Tigre             |
| Tigre                                                                   | 1 - 0 | Chacarita Juniors |
| Tigre pasó de ronda con un global 3 - 3 gracias a la ventaja deportiva. |       |                   |

| Platense                                    | 1 - 0 | Atlético de Rafaela |
| Atlético de Rafaela                         | 2 - 2 | Platense            |
| Platense pasó de ronda con un global 3 - 2. |       |                     |

### Final
| Platense                                             | 0 - 0 | Tigre    |
| Tigre                                                | 2 - 0 | Platense |
| Tigre pasó a jugar la Promoción con un global 2 - 0. |       |          |

## Promoción con Primera División
La disputaron entre los que ocuparon el decimoséptimo (Nueva Chicago) y decimoctavo (Godoy Cruz) del promedio del descenso de Primera División frente a Tigre, ganador del reducido y Huracán, perdedor de la final por el segundo ascenso. Los equipos de la categoría superior tuvieron ventaja deportiva.
| Fecha                                           | Sede         | Equipo local | Resultado | Equipo visitante |
| ----------------------------------------------- | ------------ | ------------ | --------- | ---------------- |
| 20 de junio                                     | Buenos Aires | Huracán      | 2 - 0     | Godoy Cruz       |
| 24 de junio                                     | Mendoza      | Godoy Cruz   | 2 - 3     | Huracán          |
| Huracán asciende con un resultado global de 5-2 |              |              |           |                  |

| Fecha                                         | Hora         | Equipo local  | Resultado | Equipo visitante |
| --------------------------------------------- | ------------ | ------------- | --------- | ---------------- |
| 21 de junio                                   | Victoria     | Tigre         | 1 - 0     | Nueva Chicago    |
| 25 de junio                                   | Buenos Aires | Nueva Chicago | 1 - 2     | Tigre            |
| Tigre asciende con un resultado global de 3-1 |              |               |           |                  |

## Tabla de promedios
| Pos  | Equipo              | 04-05 | 05-06 | 06-07 | Total | PJ  | Promedio |
| ---- | ------------------- | ----- | ----- | ----- | ----- | --- | -------- |
| 1.º  | Olimpo              | -     | -     | 78    | 78    | 38  | 2,052    |
| 2.º  | Huracán             | 61    | 56    | 69    | 186   | 114 | 1,631    |
| 3.º  | Platense            | -     | -     | 61    | 61    | 38  | 1,605    |
| 3.º  | Tigre               | -     | 55    | 67    | 122   | 76  | 1,605    |
| 5.º  | Atlético de Rafaela | 58    | 53    | 68    | 179   | 114 | 1,570    |
| 6.º  | San Martín (SJ)     | 52    | 55    | 69    | 176   | 114 | 1,543    |
| 7.º  | Chacarita Juniors   | 45    | 60    | 61    | 166   | 114 | 1,456    |
| 8.º  | Unión               | 51    | 46    | 57    | 154   | 114 | 1,350    |
| 9.º  | Tiro Federal        | 63    | -     | 39    | 102   | 76  | 1,342    |
| 10.º | Almagro             | -     | 52    | 49    | 101   | 76  | 1,328    |
| 11.º | CAI                 | 61    | 44    | 45    | 150   | 114 | 1,315    |
| 12.º | Defensa y Justicia  | 40    | 51    | 57    | 148   | 114 | 1,298    |
| 13.º | Aldosivi            | -     | 48    | 45    | 93    | 76  | 1,223    |
| 14.º | Ferro Carril Oeste  | 52    | 43    | 39    | 134   | 114 | 1,175    |
| 15.º | San Martín (T)      | -     | -     | 44    | 44    | 38  | 1,157    |
| 16.º | Talleres (C)        | 49    | 55    | 26    | 130   | 114 | 1,140    |
| 17.º | Instituto           | -     | -     | 43    | 43    | 38  | 1,131    |
| 18.º | Ben Hur             | -     | 50    | 36    | 86    | 76  | 1,131    |
| 19.º | Huracán (TA)        | -     | 39    | 38    | 77    | 76  | 1,013    |
| 20.º | Villa Mitre         | -     | -     | 33    | 33    | 38  | 0,868    |

|  | Jugó la Promoción por la permanencia.                                                       |
|  | Jugaron un desempate para determinar qué equipo disputaría la Promoción por la permanencia. |
|  | Descendieron al Torneo Argentino A.                                                         |

## Partido de desempate por promoción
Instituto y Ben Hur, al tener el mismo promedio, tuvieron que jugar un partido de desempate donde el perdedor jugó la promoción contra Guillermo Brown. El partido se jugó en Rosario en la cancha de Newell's Old Boys.

| Ben Hur                                                              | 0 - 0 (3 - 4) | Instituto | 5 de junio |
| Instituto mantuvo la categoría, Ben Hur tuvo que jugar la promoción. |               |           |            |

## Promoción con Primera B y Torneo Argentino A
Ferro Carril Oeste, por la zona metropolitana y Ben Hur (tras perder un partido desempate con Instituto al empatar en promedios), por la zona interior debieron revalidar su plaza frente a Estudiantes (BA) y Guillermo Brown, respectivamente. 
| Fecha                                                                                 | Sede         | Equipo local       | Resultado | Equipo visitante   |
| ------------------------------------------------------------------------------------- | ------------ | ------------------ | --------- | ------------------ |
| 7 de julio                                                                            | Caseros      | Estudiantes (BA)   | 0 - 0     | Ferro Carril Oeste |
| 11 de julio                                                                           | Buenos Aires | Ferro Carril Oeste | 1 - 1     | Estudiantes (BA)   |
| Ferro Carril Oeste mantiene la categoría por ventaja deportiva (resultado global 1-1) |              |                    |           |                    |

| Fecha                                                        | Sede          | Equipo local    | Resultado | Equipo visitante |
| ------------------------------------------------------------ | ------------- | --------------- | --------- | ---------------- |
| 9 de julio                                                   | Puerto Madryn | Guillermo Brown | 2 - 1     | Ben Hur          |
| 13 de julio                                                  | Rafaela       | Ben Hur         | 4 - 0     | Guillermo Brown  |
| Ben Hur mantiene la categoría con un resultado global de 5-2 |               |                 |           |                  |